# Fiera del giocattolo di Norimberga

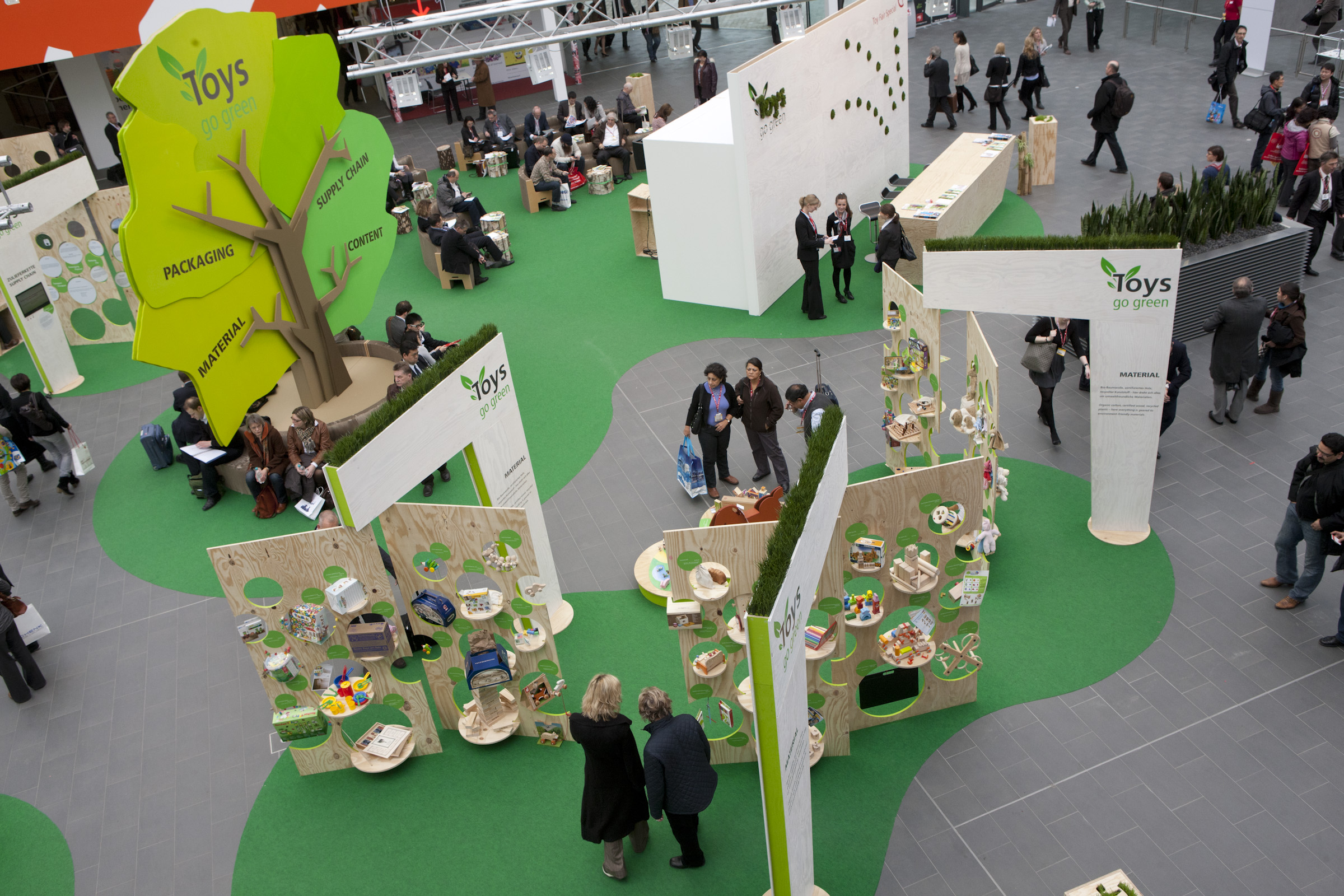
Toys go Green!

La Spielwarenmesse International Toy Fair Nürnberg ("Fiera del giocattolo di Norimberga ") è la più grande fiera al mondo dedicata interamente a giochi e giocattoli. L'accesso alla fiera è consentito esclusivamente a operatori del settore, giornalisti e invitati. Ogni anno, nei sei giorni di durata della fiera, vengono presentati i prodotti di circa 2 700 espositori provenienti da circa 60 paesi. I visitatori e gli acquirenti sono stati 79.000 nel 2011, il 54% dei quali proveniente dall'estero. La fiera è organizzata da "Spielwarenmesse eG", una società fornitrice di servizi fieristici e di marketing specializzata nel settore di giochi e giocattoli, con sede a Norimberga, Germania.

## Gruppi di prodotti
Ogni anno i prodotti presentati durante la fiera sono circa un milione, tra cui circa 70.000 nuovi prodotti. I prodotti presentati alla fiera sono suddivisi nei seguenti dodici gruppi (alla Spielwarenmesse International Toy Fair 2011):
- Modellismo, Hobbistica
- Modellismo ferroviario e accessori
- Giocattoli tecnici, Giocattoli educativi, Giocattoli d'azione
- Bambole, Pelouche,
- Giochi, Libri, Apprendimento e sperimentazione, Multimedia
- Articoli per carnevale e di tendenza, Carnevale
- Giocattoli di legno, giocattoli artigianali, articoli da regalo
- Arti e artigianato, design creativo
- Sport, Tempo libero, Outdoor
- Articoli per la scuola, Articoli da scrittura
- Articoli per bambini e neonati
- Gruppo multi-prodotto

## ToyInnovation/ToyAward
Il premio "ToyAward" viene assegnato ogni anno ai nuovi prodotti che si distinguono per il grado di innovazione, per il concept, per la creatività e per l'idea di gioco. Una giuria di esperti del settore stabilisce i vincitori in cinque categorie (alla Spielwarenmesse International Toy Fair 2011):
- Bebé&Infanzia
- Età pre-scolare
- Età scolare
- Teenager&Famiglia
- Premio Speciale (il tema cambia ogni anno)

## Global Toy Conference
La Global Toy Conference si tiene ogni anno nell'ultimo giorno della fiera e affronta argomenti che riguardano il futuro del settore e del mercato, per es. temi come la sostenibilità ambientale, la sicurezza dei giocattoli, il marketing online e le strategie di vendita su Internet.

## Spielwarenmesse eG
Spielwarenmesse eG è la società organizzatrice della Spielwarenmesse International Toy Fair. È stata costituita in società con il nome di "Deutsche Spielwaren-Fachmesse eGmbH" l'11 luglio 1950, su iniziativa di 46 aziende di giocattoli. È stata rinominata "Spielwarenmesse eGmbH" nel 1958 e infine "Spielwarenmesse eingetragene Genossenschaft" nel 1973. Gli organi di questa società cooperativa sono il Consiglio di amministrazione, l'Organismo di vigilanza e l'Assemblea generale.
Spielwarenmesse eG nel 2010 ha costituito la filiale "Spielwarenmesse (Shanghai) Co., Ltd.", interamente di proprietà della cooperativa. Il team che opera a Shanghai è responsabile degli espositori cinesi che partecipano alla Spielwarenmesse International Toy Fair. Rappresentanti di Spielwarenmesse eG operano come referenti locali per espositori e visitatori di tutto il mondo.